# Pręgierz w Poznaniu
Pręgierz w Poznaniu – pręgierz znajdujący się w Poznaniu przy południowo-wschodnim narożniku Ratusza, nieopodal Fontanny Prozerpiny, używany w latach 1535–1848.

## Forma
Jest to ośmioboczna, późnogotycka kolumna, na głowicy której stoi postać kata w stroju rycerza z uniesionym mieczem, który symbolizuje tzw. „prawo miecza” (łac. ius gladii), czyli prawo do ferowania wyroku śmierci nadane Poznaniowi w 1298 r. przez Władysława Łokietka. W słupie tkwiły żelazne obręcze (kuny), do których przywiązywano skazańców.

## Historia

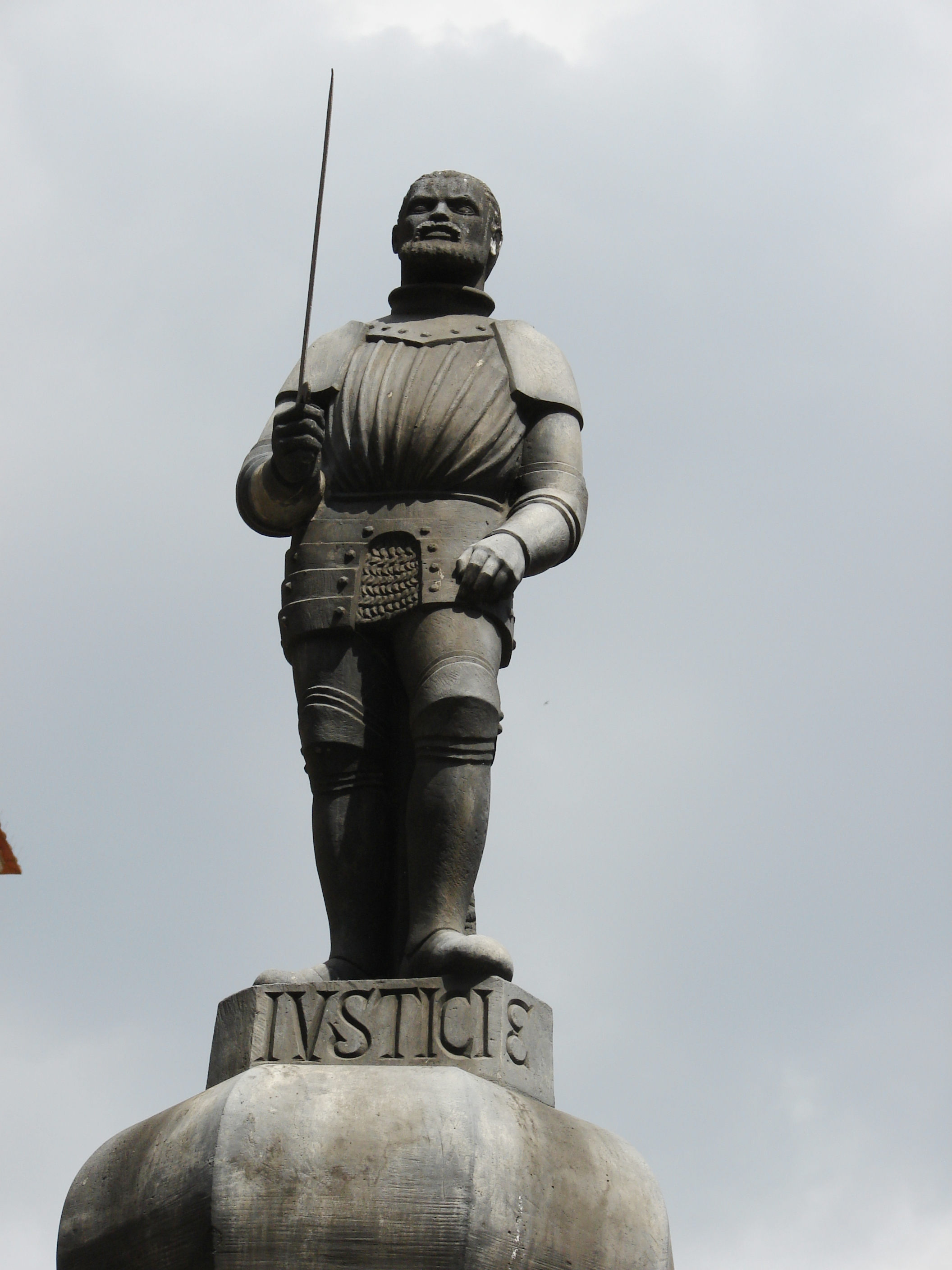
Figura na szczycie, napis pod stopami kata IUSTICIE (sprawiedliwość)

Pierwotny obiekt wzniesiono jako tzw. mediastinus, czyli centralnie usytuowany w mieście symbol władzy sądowniczej. W Poznaniu znalazł się on w rejonie (lub nawet w miejscu) geometrycznego środka miasta ulokowanego w 1253 r.
Obecny pręgierz wzniesiono w 1535 r., finansując jego budowę z grzywien nakładanych na służące, mamki i szynkarki noszące przesadnie eleganckie stroje: aksamity, adamaszki, atłasy, klejnoty ze złota, srebra i pereł, łańcuchy jedwabne i suknie o zbyt wielu fałdach. Miał 5,5 metra wysokości i był dziełem prawdopodobnie któregoś z włoskich rzeźbiarzy.
Pręgierz służył do wykonywania kary chłosty oraz piętnowania, obcinania uszu, palców czy ręki. Przywiązywano doń także skazanych na karę śmierci na kilka godzin przed wykonaniem wyroku w innym miejscu. Taki los spotkał m.in. Adama Goldszmita, skazanego w listopadzie 1816 r. na ścięcie toporem za zamordowanie własnej siostry. Na osiem miesięcy więzienia i godzinną ekspozycję pod pręgierzem skazana została z kolei w 1826 r. niejaka Jadwiga z Cegielskich Wojewódka. Karę wymierzono jej za „nieprawne leczenie i oszukaństwo przez udawanie, iż złego ducha ma w sobie”.
Pręgierz wykorzystywano w ten sposób do 1848 r., kiedy to 6 maja zarządzeniem pruskich władz zniesiono ich stosowanie.

## Naprawy i kopia
Pręgierz naprawiano dosyć często. Napisy na pręgierzu informują o datach: 1690, 1727, 1749, 1781, 1825, 1880. W XIX wieku pręgierz ulegał uszkodzeniom – odpadała głowa oraz bark i prawe ramię kata. Po naprawach dokonywanych przez władze pruskie od pomnika znów odpadła głowa. W czasie II RP częste naprawy sprawiły, że władze miasta podjęły decyzję o wykonaniu kopii pręgierza i przeniesieniu w 1925 r. oryginału do Zamku Przemysła. Po latach niemieckiej okupacji (1939-1945) oryginał pręgierza odnalazł Witold Maisel w składnicy miejskiej (ul. Kościelna 56). Był on rozłożony na części i kompletny.

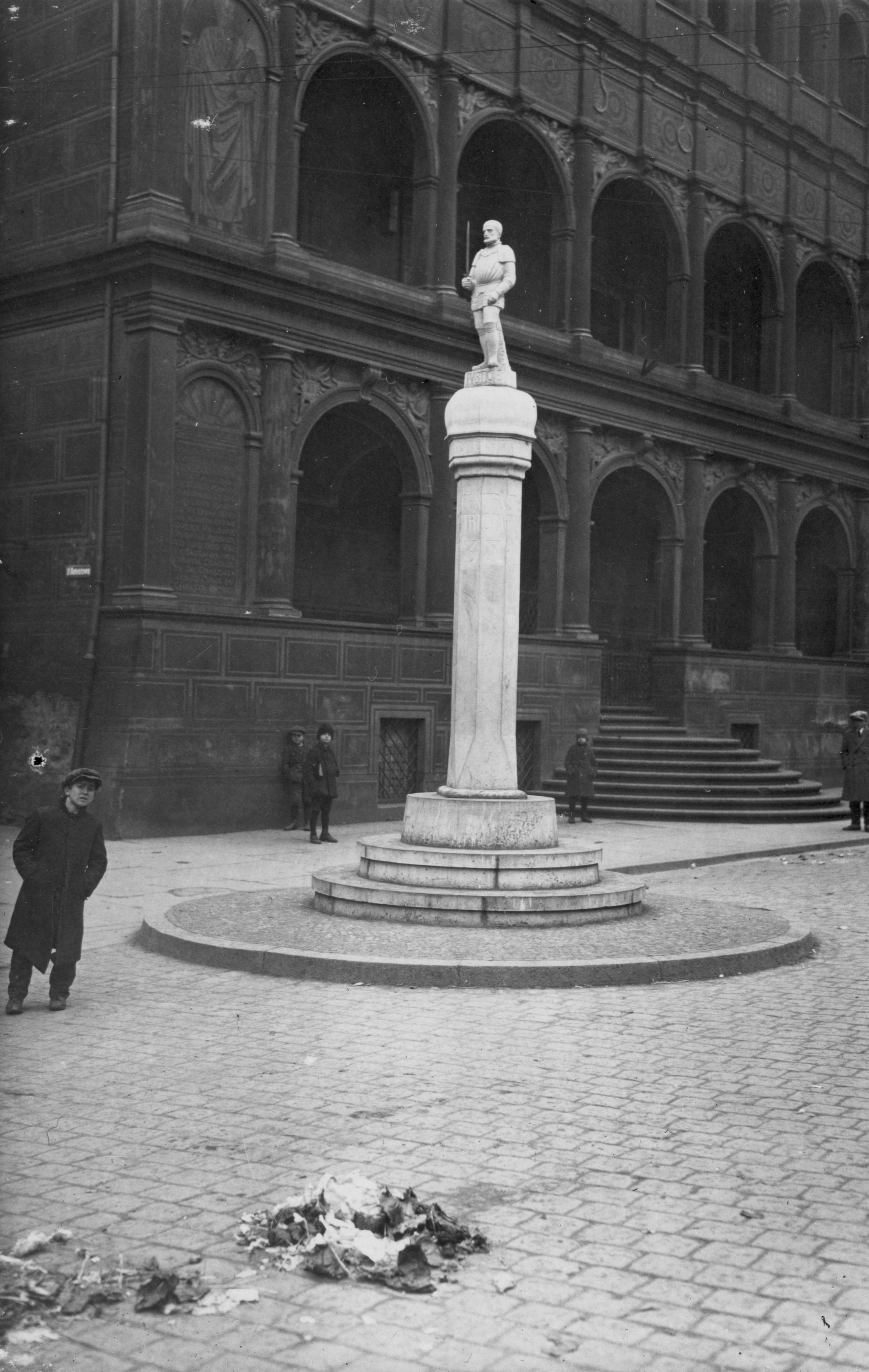
Kopia pręgierza wykonana przez Marcina Rożka w 1925 r. Powierzchnia piaskowca jest jeszcze świeża i wyróżnia się bielą

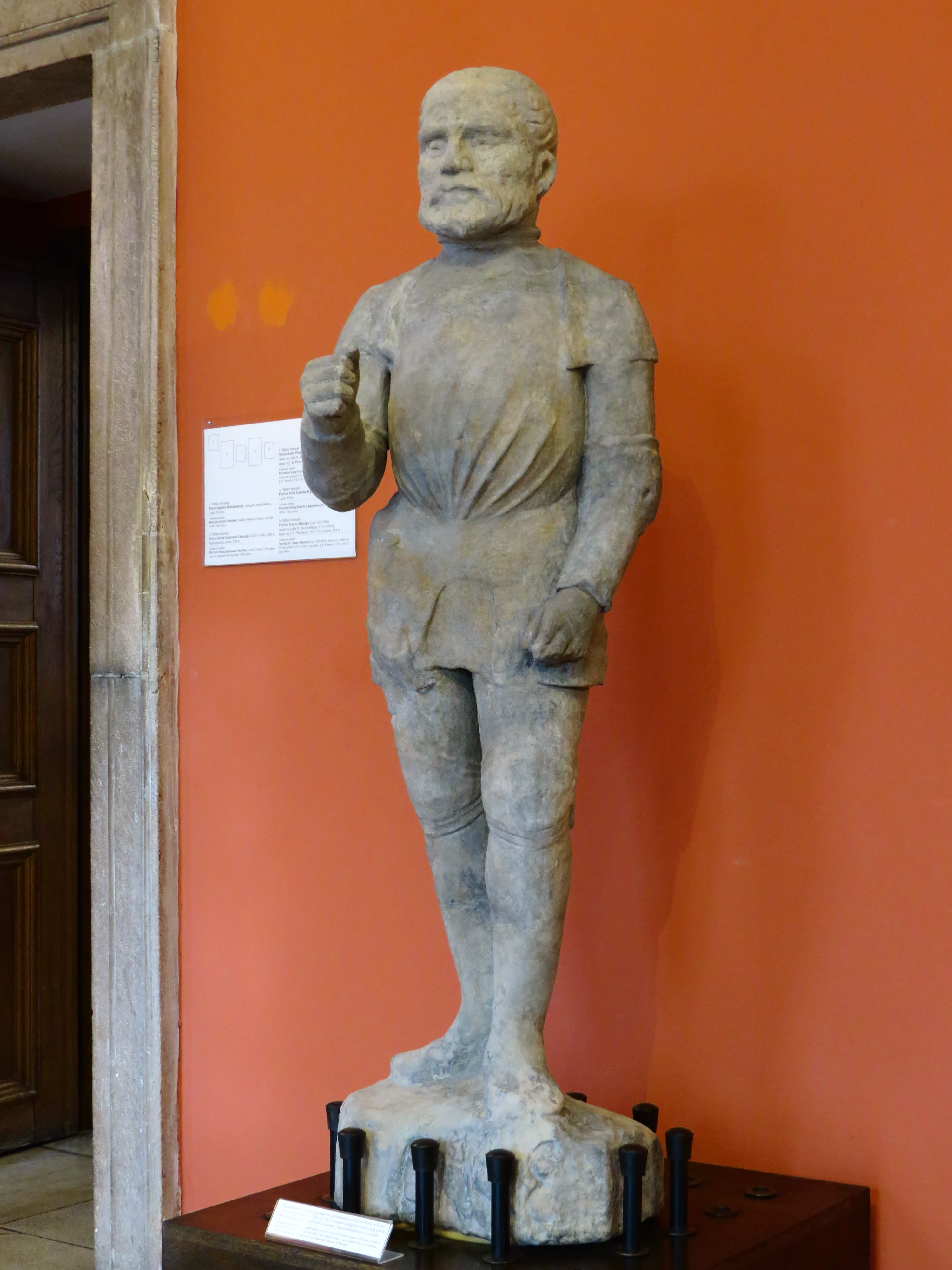
Oryginalna figura, znajdująca się obecnie w poznańskim ratuszu

Do 2022 r. na rynku stała kopia dłuta Marcina Rożka z 1925 r., podczas gdy oryginał znajduje się obecnie w Muzeum Historii Miasta Poznania w Ratuszu. Napraw kopii pręgierza dokonywano po chuligańskich zniszczeniach w 2010 r. i 2011 r. Z powodu remontu rynku kopia w 2022 r. została rozebrana i złożona w magazynie w Forcie VII. 15 lutego 2024 kopia została przywrócona na swoje docelowe miejsce przy Ratuszu. 

Constructa est haec statua ex coctricum fimbriis anno Domini 1535
(tłumaczenie: Wybudowano ten posąg z fatałaszków kucharek roku Pańskiego 1535)

Discite iustitiam moniti et non temnere divos
(tłumaczenie: Uczcie się sprawiedliwości przestrzeżeni i nie gardźcie bogami)

executor iustitae
(tłumaczenie: wykonawca sprawiedliwości)

Vendidit hic auro patriam
(tłumaczenie: sprzedał za złoto ojczyznę)